# Maccabi Tel Aviv (Fußball)
Der Moadon Kaduregel Maccabi Tel Aviv (hebräisch מועדון כדורגל מכבי תל אביב; – Fußballklub Maccabi Tel Aviv) ist die Fußballabteilung des größten israelischen Sportvereins Maccabi Tel Aviv, auch bekannt für seine Basketballabteilung.
1906 in Jaffa als HaRishon LeZiyyon gegründet, ist Maccabi nicht nur einer der ältesten Fußballvereine Israels, sondern mit 24 Meisterschaften und 23 Pokalsiegen auch der erfolgreichste. Maccabi spielt seit 1949 ununterbrochen höchstklassig in der Ligat ha’Al. Hauptrivalen sind der Lokalrivale Hapoel Tel Aviv und Maccabi Haifa.
Der Verein gewann 1968 sowie 1971 die Asian Club Championship. Das Finale 1971 entschied der Verein kampflos für sich, da der irakische „Polizeiverein“ Al-Shorta aus Bagdad seinen Antritt  verweigerte.

## Name und Wappen
Im Vereinswappen ist der Davidstern in der Ausführung der Maccabi-Bewegung prominent, deren Ziel die Förderung des Bewusstseins der jüdischen Jugend für religiöse, kulturelle und nationale Werte ist. Der Begriff „Maccabi“ wird vom Namen einer Priesterfamilie, den Makkabäern, abgeleitet, deren Mitglieder als Freiheitskämpfer angesehen sind.

## Geschichte

### Gründungsjahre (1906–1927)
Am Vorabend des Pessach-Festes 1906 trafen sich eine Gruppe Jungen im Alter zwischen 14 und 16 Jahren im Haus von Meir Dizengoff. Sie beschlossen, den ersten jüdischen Fußballverein im damals osmanischen Palästina zu gründen. Der Maccabi HaRishon LeZion war geboren. Das erste Spiel konnte mit 3:0 gegen eine Mannschaft aus französischen Seeleuten gewonnen werden. Nachdem 1909 die Stadt Tel Aviv gegründet wurde, benannte sich der Verein in Maccabi Tel Aviv um.

### Fußball in Palästina (1928–1945)

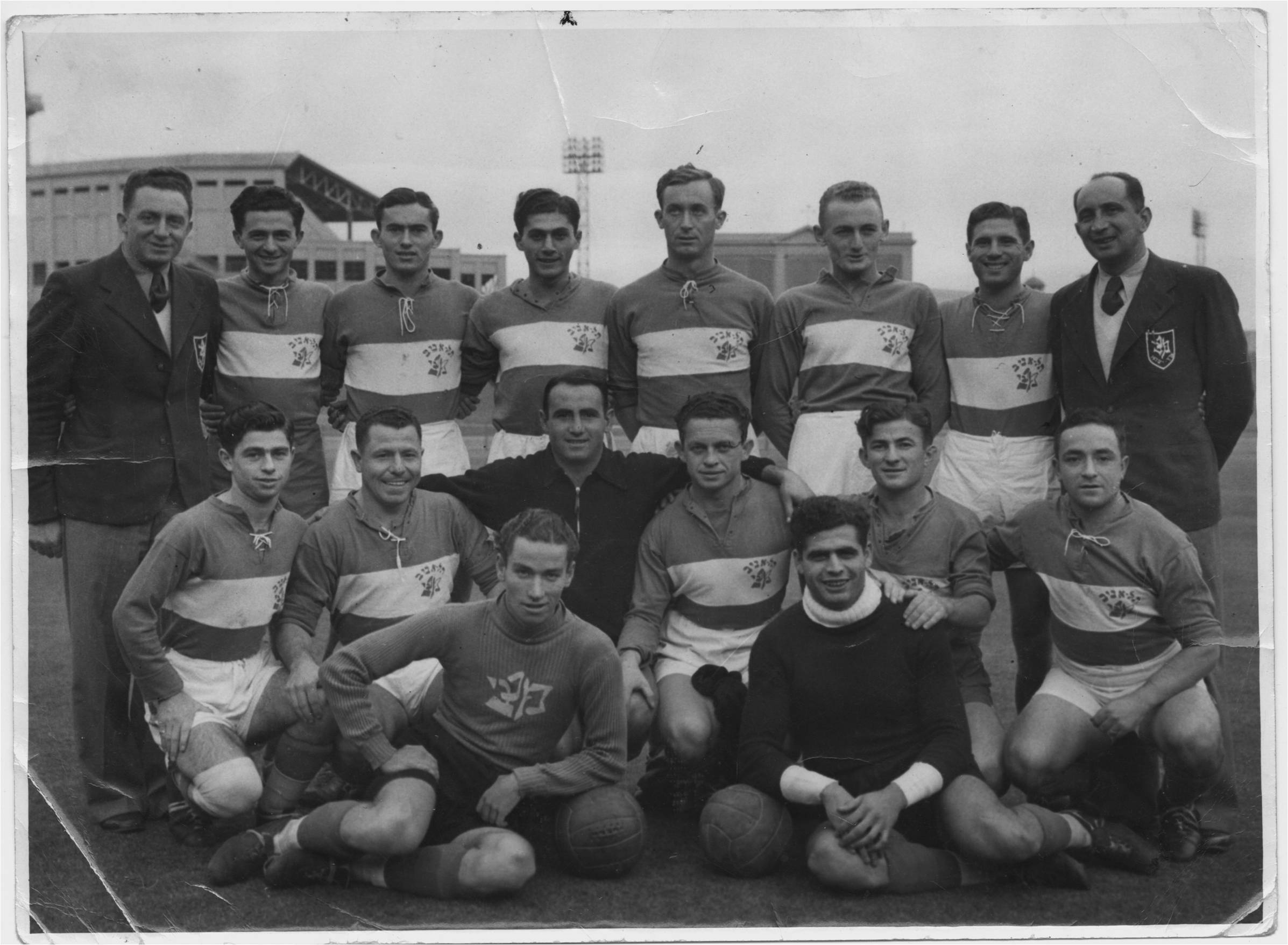
Maccabi 1939 in Australien

1928 wurde die Palestine Football Association gegründet. Zu den ersten Mitgliedern des Fußballverbandes zählten neben Maccabi auch Allenbi Hapoel (später Hapoel Tel Aviv) und eine Reihe von britischen Vereinen. Dadurch konnte die erste Fußballliga des Landes gegründet werden. Im selben Jahr wurde auch der israelische Pokal unter dem Namen „People Cup“ gegründet. Das erste Derby zwischen Maccabi Tel Aviv und Allenbi Hapoel fand auch 1928 statt und konnte mit einem 3:0 von Maccabi entschieden werden. 1929 konnte der Verein seinen ersten Staatspokal gewinnen. Im Finale wurde Maccabi HaShmona’i besiegt. 1930 wurde der zweite Pokalerfolg sicher gemacht. Mit 2:1 gewann die Mannschaft gegen das 48. Platoon der britischen Armee.
1936 wurde Maccabi in die USA eingeladen. Auf ihrem Weg dahin wurden zwei Freundschaftsspiele in Frankreich absolviert. Gegen Racing Paris und Olympic Lille reichte es aber nicht zum Sieg. In den USA besiegte die Mannschaft ein New Yorker All Star Team im mit 50.000 Zuschauern besetzten Yankee Stadium. Weitere Spiele folgten. Trainer war damals der Österreicher Egon Pollak.
Nachdem man aus den USA wieder in Israel angekommen war, brach ein Spielerstreik innerhalb der Mannschaft aus. Der Verband konnte die Gehälter nicht mehr bezahlen. Nach einem Jahr akzeptierte der Fußballverband die Forderungen der Spieler. 1937 gewann Maccabi seine erste Meisterschaft. Zwei Jahre später konnte der zweite Titel erlangt werden. Am Ende dieser Saison fuhr die Mannschaft nach Australien. Unter dem Namen Maccabi Palestine Team absolvierten sie dort insgesamt 18 Spiele. Man spielte gegen die Auswahlmannschaften der einzelnen Bundesstaaten, regionale Mannschaften und fünfmal gegen die australische Nationalmannschaft.
1941 konnte das erste Double errungen werden. Im Finale des Pokals gewann die Mannschaft gegen Hapoel Tel Aviv. Nach dem Ende dieser Saison wurde der Ligabetrieb bis 1945 aufgrund des Zweiten Weltkrieges ausgesetzt, trotzdem spielte die Mannschaft in diversen Freundschaftsspielen weiter. 1946 wurde die Liga immer noch nicht ausgespielt, dafür aber der Staatspokal. Maccabi gewann diesen gegen Hapoel Ironi Rishon LeZion mit 6:0. 1947 wurde der Ligabetrieb wieder aufgenommen, und Maccabi Tel Aviv wurde wiederum Meister. Das Pokalfinale gegen Beitar Tel Aviv konnte mit 3:2 gewonnen werden, weil der Schiedsrichter ein Tor für Beitar aberkannte. Die Spieler und Fans der unterlegenen Mannschaft stürmten daraufhin auf den Schiedsrichter zu, und Yom-Tov Mansherov, ein Spieler von Beitar, schnappte sich den Pokal. Dieser tauchte 45 Jahre später in Petach Tikwa wieder auf.

### Nach der Unabhängigkeit (ab 1948)
Nachdem 1948 der Staat Israel ausgerufen wurde, gewann Maccabi in der Saison 1949/50 die erste Meisterschaft. Die Mannschaft erzielte einen Rekord von 103 Toren in 24 Spielen. In den folgenden Jahren dominierte Maccabi mit vier weiteren Meistertiteln in den 50er Jahren das Geschehen der Liga.
Die Saison 1961/62 wurde mit dem zehnten Platz abgeschlossen. Dieses war das bis dahin schlechteste Ergebnis der Mannschaft. Ein Jahr später konnte der Pokalsieg errungen werden und 1967 noch einmal. In diesem Jahr zog der Verein in das Bloomfield Stadium nach Jaffa um. Von 1966 bis 1968 wurde eine Doppelsaison ausgespielt. Maccabi wurde nach fast zehn Jahren wieder Meister. Durch die Meisterschaft durfte die Mannschaft an dem zweiten Asian Champion Club Turnier teilnehmen. Diese konnte durch einen Finalsieg gegen den südkoreanischen Verein Yangzee FC erreicht werden. Die Saison 1969/70 war mit Double-Gewinn wieder mal sehr erfolgreich für die Mannschaft aus Tel Aviv. Die Asian Champion Club konnte in der folgenden Saison zum zweiten Mal gewonnen werden. Die irakische Mannschaft Al-Shorta erklärte, aus politischen Gründen nicht an dem Finale teilnehmen zu wollen. So wurde das Spiel 2:0 für Maccabi gewertet. Auch das vorherige Gruppenspiel wurde 2:0 für die israelische Mannschaft gewertet.
In den 70er Jahren wurden drei weitere Meisterschaften errungen, anders in den 80er Jahren, in diesem Zeitraum konnte keine Meisterschaft erzielt werden. 1988 schaffte man den Rekordsieg von 10:0 gegen Maccabi Haifa. 1992 konnte Maccabi wieder die Liga anführen und zum ersten Mal seit 1979 wieder Meister werden. In der folgenden Saison nahm der Verein zum ersten Mal an der UEFA Champions League teil. In der Vorrunde konnte der FC Valletta aus Malta mit insgesamt 3:1 besiegt werden. Im Hinspiel der ersten Runde unterlag die Mannschaft dem FC Brügge mit 1:0. Auch das Rückspiel wurde mit 3:0 verloren. In der Saison 1993/94 nahm Maccabi Tel Aviv als Pokalsieger am Europapokal der Pokalsieger teil, schied aber in der ersten Runde gegen Werder Bremen aus.
Unter Trainer Avram Grant gewann Maccabi erneut die Meisterschaft und qualifizierte sich dadurch für die Champions League, schied aber frühzeitig gegen den Grasshopper Club Zürich aus. Trotzdem wurde die Saison 1995/96 erfolgreich mit einem Gewinn des Double beendet. In den folgenden Jahren konnte die Maccabi nur den Toto Cup 1999 gewinnen.
2001 und 2002 wurde Maccabi Pokalsieger, 2002/03 unter Trainer Nir Klinger sogar Meister. Der Titelgewinn erfolgte aber nur durch die um einen Treffer bessere Tordifferenz zum Zweiten. Bei der UEFA Champions League 2004/05 schaffte es Maccabi dank Siegen gegen HJK Helsinki und PAOK Thessaloniki in die Gruppenphase. Dort traf Maccabi auf Juventus Turin, den FC Bayern München und Ajax Amsterdam. Mit vier Niederlagen, einem Sieg gegen Ajax und einem Unentschieden gegen Juventus schied der Verein aus. Im selben Jahr konnte zum 22. Mal der israelische Staatspokal gewonnen werden. In der folgenden Saison erlitt die Mannschaft die höchste Heimniederlage aller Zeiten. Gegen den Zweitligisten Hapoel Acre verlor Maccabi 4:0 im Pokal.
2008 beendete der erfolgreichste Torschütze Avi Nimni des Vereins seine Karriere. In insgesamt 355 Spielen erzielte er 174 Tore. Seine Rückennummer 8 wird seitdem nicht mehr vergeben. Seit 2008 ist er auch Generalmanager des Vereins und wird dabei von dem ehemaligen israelischen Nationaltorhüter Yossi Mizrahi als Trainer unterstützt.
2009 konnte der Toto Cup gegen den MS Aschdod gewonnen werden. Bei der UEFA Europa League 2010/11 schied die Mannschaft in der Play-off-Runde gegen Paris Saint-Germain aus (0:2 a; 4:3 h). In der Liga-Saison 2010/11 wurde man erneut Dritter und spielte erneut um die Qualifikation zur Europa League, die dieses Mal gelang. Dabei setzte man sich gegen FK Xəzər Lənkəran (3:1 h; 0:0 a), FK Željezničar Sarajevo (2:0 a; 6:0 h) und Panathinaikos Athen (3:0 h; 1:2 a) durch. Es ging anschließend in die Gruppe E, in der man gegen Beşiktaş Istanbul, Stoke City und Dynamo Kiew als Letztplatzierter verendete.
Auf eine enttäuschende Saison 2011/12, in der man lediglich Platz 6 belegen konnte, folgte in der Spielzeit 2012/13 der erste Meistertitel seit zehn Jahren. Folglich spielte Maccabi Tel Aviv in der Qualifikation zur UEFA Champions League 2013/14. Dabei setzte man sich erst gegen Győri ETO FC durch (2:1 h; 0:2 a), verlor jedoch in der nächsten Runde gegen den FC Basel (0:1 a; 3:3 h). Die Qualifikation zur Europa League erfolgte daraufhin ohne ein weiteres Spiel, da der zugeloste Gegner PAOK Thessaloniki für den gesperrten Verein Metalist Charkiw in die Playoff-Runde der Champions-League-Qualifikation nachrücken durfte und kein Ersatzgegner für Maccabi Tel Aviv zugelost wurde. In Gruppe F traf man auf Eintracht Frankfurt, APOEL Nikosia und Girondins Bordeaux, wo man hinter den Frankfurtern als Zweitplatzierter in die K.O.-Runde aufstieg. Wieder traf man hierbei auf den FC Basel und nach einem 0:0 unterlag man diesem mit 0:3 erneut.
Zur Saison 2013/14 verteidigte Maccabi Tel Aviv seinen Meistertitel, qualifizierte sich diesmal aber nicht für die Gruppenphase eines europäischen Wettbewerbs. In der Champions-League-Qualifikation unterlag man dem NK Maribor (0:1 a; 2:2 h) nach zwei Siegen über den FC Santa Coloma (1:0 a; 2:0 h). Anschließend verspielte man auch die Qualifikation zur Europa League gegen Asteras Tripolis (0:2 a; 3:1 h).
In der Saison 2014/15 gelang dem Verein das nationale Triple. Mit einem 2:1-Sieg über Maccabi Haifa sicherte man sich zu Beginn das erste Mal überhaupt den Toto Cup. Darauf folgte ein 6:2-Kantersieg im Pokalfinale gegen Hapoel Be’er Scheva, womit der Pokal erstmals seit zehn Jahren wieder gewonnen wurde. Zum Schluss setzte es die dritte Meisterschaft in Folge, womit Maccabi Tel Aviv erneut in die Champions-League-Qualifikation einsteigen durfte. Diesmal sollte der Einzug in die Königsklasse aber haarscharf gelingen. Gegen Hibernians Paola (1:2 a; 5:1 h) und Viktoria Pilsen (1:2 h; 2:0 a), musste man jeweils eine Hinspielniederlage ausbügeln. In der Playoff-Runde gelang die Rache gegen den FC Basel nur aufgrund der Auswärtstorregel (2:2 a; 1:1 h). Die fehlende Souveränität merkte man dem Verein auch in der Gruppenphase an, wo man mit dem FC Chelsea, Dynamo Kiew und dem FC Porto in einer schwierigen Gruppe G konkurrieren musste. Ohne Punkt und mit nur einem Tor schied man total angeschlagen auf dem letzten Platz aus.
In der Saison 2015/16 verendete man sowohl in der Liga als auch im Cup nur als Zweitplatzierter. Im Pokalfinale verlor man gegen Maccabi Haifa mit 0:1, obwohl man nur drei Tage zuvor den gleichen Gegner in der Liga mit 6:0 bezwungen hatte. Der zweite Platz in der Liga berechtigte aber zur Teilnahme an der Qualifikation zur UEFA Europa League. Mit sechs Siegen aus acht Spielen erreichte man die Gruppenphase über ND Gorica (3:0 h; 1:0 a), FK Qairat Almaty (1:1 a; 2:1 h), Pandurii Târgu Jiu (2:1 h; 3:1 a) und Hajduk Split (2:1 h; 1:2 a). Letzteren Gegner konnte man erst im Elfmeterschießen bezwingen, anschließend kam man mit Zenit St. Petersburg, AZ Alkmaar und Dundalk FC in die Gruppe D. Der Auftakt war hierbei besonders ernüchternd, da man im Heimspiel gegen Zenit eine 3:0-Führung verspielte und innerhalb der Schlussviertelstunde noch mit 3:4 verlor. In weiterer Folge erreichte Maccabi Tel Aviv sieben Punkte, womit man aber nicht über Platz 3 hinauskam und somit ausgeschieden war.
Der Trend mit den zweiten Plätzen in Liga und Cup setzte sich in der Saison 2016/17 fort. Diesmal unterlag man im Pokalfinale dem Lokalrivalen Bne Jehuda Tel Aviv nach 0:0 im Elfmeterschießen. Erneut spielte Maccabi Tel Aviv um die Qualifikation zur Europa League. Diesmal überwand man die Gegner KF Tirana (2:0 h; 3:0 a), KR Reykjavík (3:1 h; 2:0 a), Panionios Athen (1:0 h; 1:0 a) und SCR Altach (1:0 a; 2:2 h) mit einer nahezu makellosen Bilanz. In Gruppe A schloss man sich dem FC Villarreal, dem FK Astana und Slavia Prag an. Auch diese Gruppenphase beendete der israelische Rekordmeister mit nur einem Tor und als Letzter. Dafür gelang der Sieg im Toto Cup gegen Hapoel Be’er Scheva.
In der Saison 2017/18 brachte es Maccabi Tel Aviv schon zum dritten Mal in Folge nur zum zweiten Platz hinter Hapoel Be’er Scheva. Außerdem gelang die Qualifikation zur Europa League diesmal nicht. Nach knappen Erfolgen gegen Ferencváros Budapest (1:1 a; 1:0 h), FK Radnički Niš (2:0 h; 2:2 a) und FC Pjunik Jerewan (0:0 a; 2:1 h) musste man sich dem norwegischen Überraschungsteam Sarpsborg 08 FF (1:3 a; 2:1 h) geschlagen geben. Der Titel im Toto Cup konnte mit einem 2:1-Erfolg über Maccabi Haifa verteidigt werden. Am Ende der Saison 2018/19 konnte sich Maccabi Tel Aviv mit einem fabelhaften Vorsprung von 31 Punkten zum Meister krönen und damit das nationale Double feiern, auch wenn man im Cup verloren hat. Eine erschreckend schwache Bilanz in den Qualifikationsspielen verhinderte aber die Teilnahme am Europapokal. In der Champions-League-Qualifikation musste man sich CFR Cluj mit 0:1 und 2:2 geschlagen geben, anschließend ging die Europa-League-Qualifikation gegen den FK Sūduva mit einer doppelten 1:2-Niederlage verloren.
Zu Beginn der Saison 2019/20 feierte man den ersten Sieg bei der ersten Teilnahme am israelischen Supercup. Dabei rächte man sich mit 1:0 an Bne Jehuda Tel Aviv für die Niederlage im vorausgegangenen Pokal. Der Titel konnte in der darauffolgenden Spielzeit 2020/21 verteidigt werden. Einmalig wurde der Supercup hierbei auf zwei Spiele – ein Heimspiel und ein Auswärtsspiel – aufgeteilt, jedoch gewann Maccabi Tel Aviv beide Partien gegen Hapoel Be’er Scheva jeweils mit 2:0. Anfangs wurde jede Runde in der Champions-League-Qualifikation bedingt durch die COVID-19-Pandemie auf ein Spiel gekürzt. So setzte man sich mit 2:0 gegen den Riga FC, mit 3:0 gegen den FK Sūduva und mit 1:0 gegen FK Dinamo Brest durch. Die Play-off-Runde gegen den FC Red Bull Salzburg wurde wieder auf zwei Partien aufgeteilt. Das Hinspiel in Israel ging mit 1:2 verloren, das Rückspiel in Österreich mit 1:3. Somit blieb dem Rekordmeister aus Tel Aviv nur die Gruppenphase der UEFA Europa League 2020/21. In Gruppe I begegnete man dem späteren Sieger FC Villarreal sowie Sivasspor und Qarabağ Ağdam. Maccabi Tel Aviv qualifizierte sich als Zweitplatzierter für das Sechzehntelfinale, unterlag dort nach zwei Niederlagen aber Schachtar Donezk (0:2 h; 1:0 a).
In der Saison 2020/21 erreichte man Platz 2 in der Liga, konnte dafür aber im Stadtderby gegen Hapoel Tel Aviv nach Verlängerung mit einem 2:1 zum 18. und bisher letzten Mal den Pokal gewinnen. Der anschließende Supercup gegen Maccabi Haifa ging mit 0:2 verloren. Maccabi Tel Aviv durfte an der Qualifikation zur neu gegründeten UEFA Europa Conference League mitmischen. Diese gelang ohne Niederlage gegen FK Sutjeska Nikšić (0:0 a; 3:1 h), Spartak Trnava (0:0 a; 1:0 h) und Schachtjor Qaraghandy (2:1 a; 2:0 h). Anschließend traf man in Gruppe A auf den LASK, HJK Helsinki und den FC Alaschkert Martuni. Der Klub aus Tel Aviv konnte mit dem zweiten Platz in die Zwischenrunde einsteigen, in der man knapp dem PSV Eindhoven mit 0:1 und 1:1 unterlag.
Mit dem dritten Platz in der Liga blieb Maccabi Tel Aviv in der Saison 2021/22 jedem nationalen Titel fern. Die Bilanz in den Qualifikationsspielen zur UEFA Europa Conference League 2022/23 fiel insgesamt eher ernüchternd aus, sodass man nach dem Weiterkommen gegen Zirə FK (3:0 a; 0:0 h) und Aris Thessaloniki (2:0 h; 1:2 a) dem OGC Nice (1:0 h; 0:2 a) unterlag. Auch in der Saison 2022/23 kam der Rekordmeister Israels nicht über den dritten Platz in der Liga hinaus. Diesmal klappte es aber wieder mit der Qualifikation zur Europa Conference League, nachdem man sich gegen Petrocub Hîncești (3:0 h; 2:0 a), AEK Larnaka (1:1 a; 1:0 h) und NK Celje (4:1 h; 1:1 a) durchsetzen konnte. In der Gruppenphase ging es in die Gruppe B, wo man gegen KAA Gent, Sorja Luhansk und Breiðablik Kópavogur den Gruppensieg einfahren konnte. Der Gruppensieg berechtigte zur Auslassung der Zwischenrunde und der direkten Teilnahme am Achtelfinale, wo man auf den späteren Sieger Olympiakos Piräus traf. Im Hinspiel siegte Maccabi Tel Aviv auswärts mit 4:1, verlor jedoch im Rückspiel nach Verlängerung mit 1:6 und schied damit aus.
Die Saison 2023/24 beendete Maccabi Tel Aviv mit dem 20. Meistertitel und dem fünften Sieg im Toto Cup, wo man Maccabi Haifa nach einem 0:0 im Elfmeterschießen schlug. Als israelischer Meister nimmt der Verein damit an der Qualifikation zur UEFA Champions League 2024/25 teil.

## Stadion

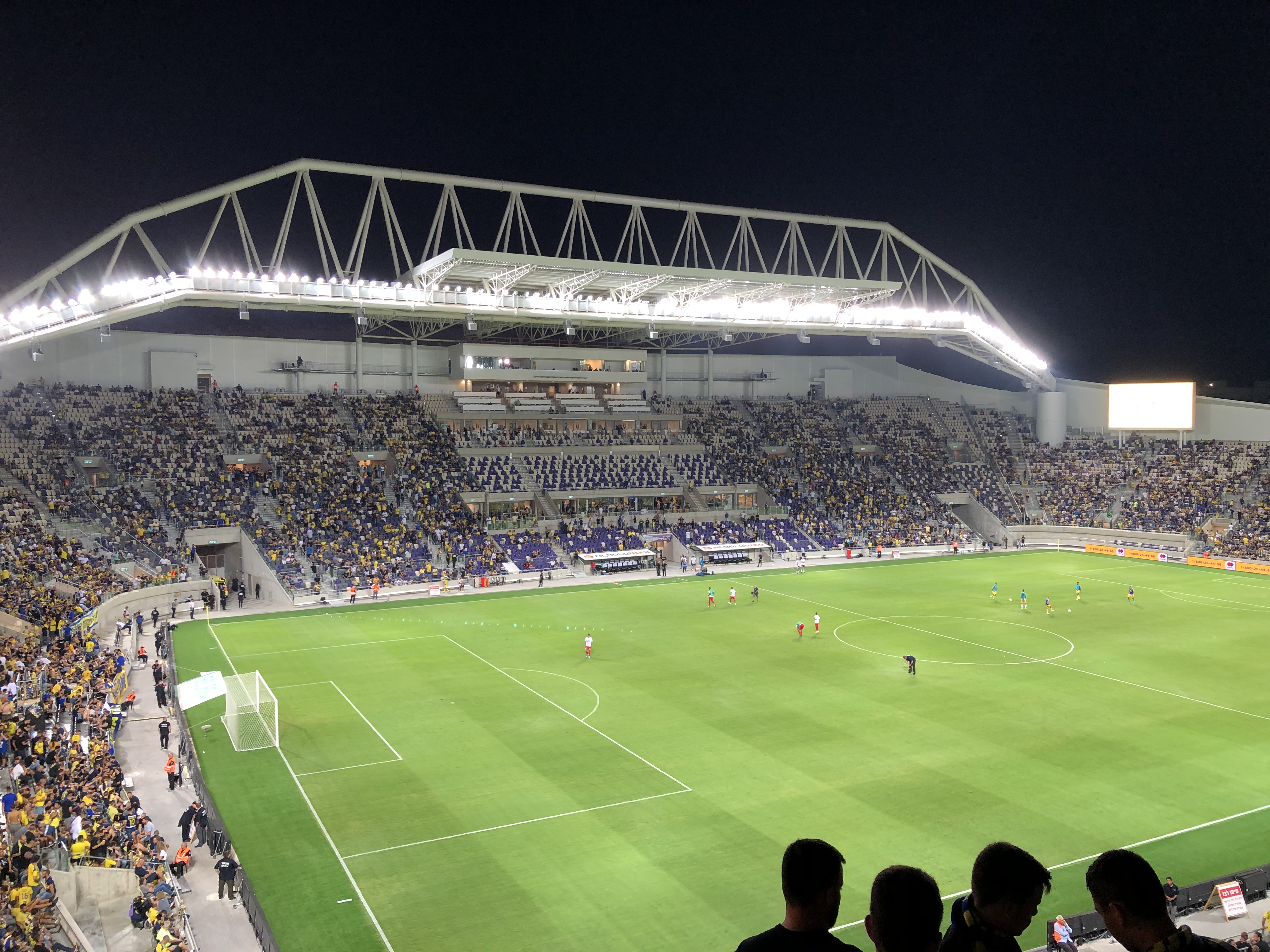
Das Bloomfield-Stadion (2019)

Der Verein trägt normalerweise seine Heimspiele im 1962 eröffneten Bloomfield-Stadion in Tel Aviv-Jaffa aus. Seit Mitte 2017 wird es renoviert und auf 29.400 Plätze ausgebaut. Es soll im Mai 2019 wiedereröffnet werden. In der Zwischenzeit spielt Maccabi im Netanja-Stadion in Netanja. Das Bloomfield-Stadion bot bis zum Umbau 14.413 Sitzplätze. Der Verein teilt sich die Nutzung mit den Ortsrivalen Hapoel und Bne Jehuda. Das Fußballstadion ist nach dem Bloomfield Fonds benannt, aus dem die Finanzierung des Baus erfolgte. Das Eröffnungsspiel bestritten am 12. Oktober 1962 Hapoel und der FC Twente Enschede aus den Niederlanden. Maccabi nutzt das Stadion seit 1968. Die Anlage wurde auch für Konzerte u. a. von Phil Collins, den Scorpions und den The Black Eyed Peas genutzt.

## Titel
- AFC Champions League (2): 1969, 1971
- Israelische Meisterschaft (26): 1936, 1937, 1942, 1947, 1950, 1952, 1954, 1956, 1958, 1968, 1970, 1972, 1977, 1979, 1992, 1995, 1996, 2003, 2013, 2014, 2015, 2019, 2020, 2024, 2025
- Israelischer Pokal (24)[2]: 1929, 1930, 1933, 1941, 1946, 1947, 1954, 1955, 1958, 1959, 1964, 1965, 1967, 1970, 1976/77, 1986/87, 1987/88, 1994, 1996, 2001, 2002, 2005, 2015, 2021
- Israelischer Ligapokal (5): 1993, 1999, 2009, 2014, 2018
- Israelischer Supercup (6): 1964, 1967, 1976, 1978, 1987, 2019

## Trainer
- Avram Grant (1991–1995, 1996–2000)
- Dror Kashtan (1995–1996)
- Ton Caanen (2005–2006)
- Schota Arweladse (2012–2015, 2016–2017)
- Peter Bosz (2016)
- Jordi Cruyff (2017–2018)
- Vladimir Ivić (2018–2020)
- Georgios Donis (2020)
- Robbie Keane (2023–2024)
- Zarko Lazetic (2024-)[3]

## Spieler
- Friedrich Donenfeld (1936–1937)
- Avi Cohen (1975–1979, 1981–1990)
- Andrzej Kubica (1998–2000, 2003–2004)
- John Paintsil (2002–2005)
- Tamir Cohen (2002–2007)
- Đovani Roso (2005–2007)
- Dimitar Rangelow (2010–2011)
- Haris Medunjanin (2010–2012, 2016–2017)
- Roberto Colautti (2010–2013)
- Steve Gohouri (2012–2013)
- Rade Prica (2013–2015)

## Fans
Maccabi-„Fans kommen aus allen Schichten der israelischen Gesellschaft und können - im Gegensatz zu den meist rechtskonservativen Anhängern von Beitar Jerusalem - mehrheitlich nicht einer bestimmten politischen Richtung zugeordnet werden. Rassistische Sprechchöre, die zeitweise aus der Kurve zu hören waren, in der die Maccabi Fanatics stehen, wurden mit Buh-Rufen von Maccabi-Fans auf anderen Tribünen beantwortet.“ Die Fanbasis von Maccabi Tel Aviv ist also bekannt dafür, auch mindestens die rechtsextreme Ultra-Gruppe Fanatics zu umfassen, der vorgeworfen wird, sich einer rassistischen Sprache zu bedienen.